# 科里·布羅肯

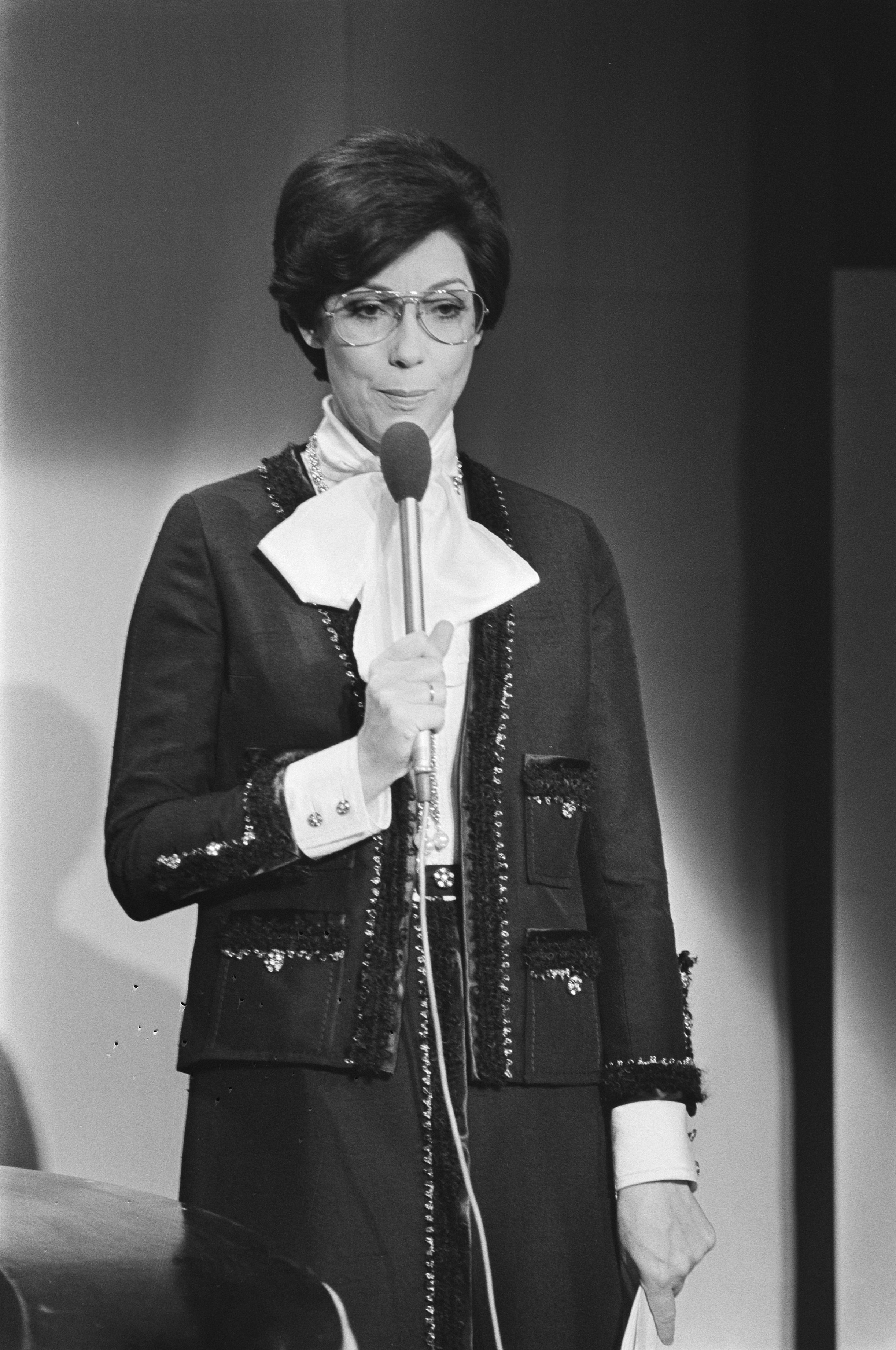

科里·布羅肯（Cornelia Maria "Corry" Brokken，1932年12月3日—2016年5月31日），荷蘭女歌手、電視節目主持人和法學家。1957年，她代表荷蘭憑藉歌曲“Net als toen”贏得第二屆歐洲歌唱大賽冠軍。在她的整個職業生涯中，她獲得了許多熱門歌曲，與Snip en Snap一起在流行的Sleeswijk Revue中演唱，並擁有自己的電視節目。

## 外部連結
- Corry Brokken在互联网电影资料库（IMDb）上的資料（英文）